# Sponville
Sponville – miejscowość i gmina we Francji, w regionie Grand Est, w departamencie Meurthe i Mozela.
Według danych na rok 1990 gminę zamieszkiwało 112 osób, a gęstość zaludnienia wynosiła 16 osób/km² (wśród 2335 gmin Lotaryngii Sponville plasuje się na 933. miejscu pod względem liczby ludności, natomiast pod względem powierzchni na miejscu 833.).